# تراریخته

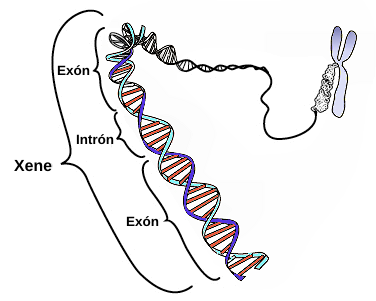
تصویر نواحی کدگذاری DNA در یوکاریوتها را نشان میدهد که شامل توالیهای کدکننده پروتئین بوده و در مهندسی ژنتیک جهت انتقال ژنهای خاص (مانند مقاومت به آفات یا تحمل محیطی) به گیاهان تراریخته استفاده میشوند، ضمن بهبود کشاورزی و درک عملکرد ژنها.

تراریخته (انگلیسی: Transgenesis) که به آن تراژنی یا ترازایی نیز می‌گویند، به فرایند تزریق یک ژن بُرون‌زاد (به انگلیسی: Exogenous Gene) به جانداران زنده، گفته می‌شود. به طوری که جاندار ویژگی جدیدی پیدا کند و آن را به فرزندانش منتقل کند. در فناوری تولید جانداران تراریخته (ترازایی)، یک یا چند ژن به ژنوم طبیعی جاندار اضافه یا از آن حذف می‌شود. درصورتی که ژنی از جاندار حذف شود به جاندار حاصل «فروریخته» (به انگلیسی: Knock out) گفته می‌شود.
تعریف سازمان جهانی بهداشت: گیاهان، جانوران یا موجودات میکروسکوپی گفته می‌شود که ترکیب ژنتیکی آن‌ها (دی‌ان‌ای) به طریقی تغییر یافته که در طبیعت از راه جفت‌گیری یا نوترکیبی طبیعی اتفاق نمی‌افتد.
و یا به زبان ساده واژهٔ «تراریخته» ریشه در دست‌کاری ژنتیک محصولات مصرفی اعم از پوشاک و تغذیه دارد. در واقع محصولاتی که ساختار ژنتیکی آن‌ها با مهندسی ژنتیک تغییر یافته و یک خصوصیت ویژه در محصول ایجاد یا یک خصوصیت از آن حذف شده باشد که این تغییر هرگز در طبیعت نتواند رخ دهد را، تراریخته گویند.
میزان دیدگاه‌ها و پژوهش‌های مستند بر سودمند یا زیانبار بودن استفاده از این محصول با یکدیگر برابر است.

## تاریخچه
نخستین جاندار تراریخت در سال ۱۹۷۳ توسط استنلی کوهن و هربرت بویر تولید شد. پس از تولید اولین جاندار تراریخت طی نشست تحقیقاتی، تصمیماتی جهت کنترل و نظارت بر این فناوری نوپا گرفته شد. در نتیجه، دستکاری ژنتیکی به شرطی می‌تواند صورت بگیرد که در حیطه قوانین مؤسسه ملی سلامت آمریکا باشد.

## کاربرد
جانداران تراریخت و فروریخت کاربردهای زیادی در پزشکی و زیست‌فناوری دارند. امروزه بسیاری از پروتئین‌های دارویی مانند انسولین، فاکتور ۸ انعقاد خون، هورمون‌های رشد و … از طریق این فناوری تولید می‌شود.
جانورانی که زیر تابش پرتو فرابنفش نور تولید می‌کنند باکتری‌های موسوم به «کاندوم‌های زنده» که جلوی تکثیر ویروس اچ‌آی‌وی را می‌گیرند.
خوک‌های مولد پروتئین اسفناج و بزهای تولیدکننده تار عنکبوت همگی از جانداران تراریخت هستند.

## برتری‌ها
با اصلاح ژنتیکی می‌توان:
- گیاهان تراریخته به‌وجود آورد که به بیماری‌ها، آفت‌ها و حشرات، مقاوم هستند.
- تولید را در واحد سطح افزایش داده و بخشی مهمی از کمبود جهانی به مواد غذایی را رفع خواهد کرد.
- گیاهان خوراکی را به سمومی که برای دفع علف هرز استفاده می‌شوند مقاوم کرد.
- مواد غذایی مانند غلات، ذرت، سویا و غیره باعث می‌شود که بتوان با هزینه، نیروی کار، آبیاری، زهکشی و سموم کمتر، مقادیر بیشتری مواد غذایی تولید شود و با مشکل کمبود غذا در جهان مبارزه کرد.
- گیاهان را در شرایط نامساعد محیطی (خشک‌سالی، سرما و سیل) و همچنین زمین‌هایی که چندان برای کشاورزی مناسب نیستند (شوره زارها) پرورش داد.
- مواد غذایی را با بیشترین مقدار مواد مغذی مانند انواع اسید آمینه، پروتئین و ویتامین‌های ضروری تولید کرد تا به بهبود سلامت کمک کند.
- مواد حساسیت‌زا را در مواد غذایی گیاهی یا حیوانی کاهش داد.
- زمان بهره‌وری و تازه ماندن مواد غذایی را افزایش داد.

## مشکلات
از مشکلات تراریخته می‌توان به موارد زیر اشاره کرد:
بسیاری از دستکاری‌های ژنتیکی به دلایلی مانند تأثیر متقابل ژن جدید و ژن‌های میزبان می‌تواند سبب تغییرهای پیش‌بینی‌نشده شوند.
نتیجه بسیاری از تغییرات ژنتیکی نامحسوس در طولانی مدت آشکار می‌شوند. بررسی علمی تغییرهای ژنتیک در کوتاه مدت تقریباً ناممکن است. به همین دلیل پژوهش و آزمایشی دربارهٔ بسیاری از بیماری‌های متابولیک، سرطانی و ایمنی بسیار سخت است.
ژن‌های تغییریافته می‌توانند به روش‌های گوناگون با ژن‌های دیگر گیاهان، میکروب‌ها و جانوران آمیخته شوند.
بیشتر پژوهش‌ها دربارهٔ محصولات تراریخته روی سلول یا حیوان آزمایشگاهی انجام می‌شود و بررسی عوارض مصرف آن در انسان بسیار محدود یا مشکل است. در اغلب این مطالعات نمی‌توان مطمئن بود که باید به دنبال چه عوارضی گشت.
سرمایه‌گذاری در چنین پژوهش‌هایی می‌تواند جهت‌دار بوده یا نتایج آن‌ها زیر فشارهای غیر علمی بازبینی شوند. به دلیل پتانسیل سیاسی چنین تحقیقاتی پژوهشگران نهادهای پیشرو و معتبر که کمتر نیاز به کمک مالی منابع صنعتی دارند علاقه‌ای به فعالیت در این زمینه نشان نمی‌دهند.
به فرض، اگر دانه‌های گندم طوری تراریخته شده باشد که دانهٔ حاصل از آن دیگر قابل کشت نباشد، می‌تواند کشور را به وابستگی ۱۰۰ درصدی واردات این محصول کند، و این در حالی باشد که واردات دارای ثبات نباشد؛ بنابراین علم در این زمینه باید حداقل در حد شناخت دستکاری‌های ژنتیکی پیشرفت کند، چراکه این موضوع سلامتی آینده بشر را تعیین خواهد کرد.

## نگرانی‌ها دربارهٔ عوارض
تأثیر منفی بر سلامت انسان
سازمان بهداشت جهانی (WHO) اعلام می‌کند تاکنون، بیشتر غذاهای تراریخته موجود در بازارهای جهان، ارزیابی‌های ایمنی را گذرانده و تأثیر منفی بر روی سلامتی در نتیجه مصرف غذاهای تراریخته وجود ندارد. بر پایه گزارش این سازمان، در توسعه مواد غذایی تراریخته، سه مسئله اصلی بررسی می‌شود:
۱- حساسیت زایی: توانایی محصولات تراریخته برای ایجاد آلرژی. هیچ‌گونه اثر آلرژی وابسته به مصرف محصولات تراریخته شناخته نشده‌است.
۲- قابلیت انتقال ژن‌های تراریخته به دستگاه گوارشی: خوردن غذاهای تراریخته تأثیری بر روی ژن‌های مصرف‌کننده ندارد. تمام غذاهایی که ما می‌خوریم حاوی ژن‌ها هستند. با اینحال بیشتر آنها در هنگام پخت یا فرآوری از بین می‌روند و تمام آنها در دستگاه گوارشی متلاشی و تبدیل به ذرات سازنده خود می‌شوند. رخ دادن جهش ژنتیکی در سلول، چه مفید، مضر یا خنثی، شرایط خاصی می‌طلبد. مولکول‌های DNA موجود در مواد غذایی، توانایی ایجاد جهش بر روی کتابخانه ژنتیکی یاخته‌های انسان را پیش از تجزیه در دستگاه گوارش پیدا نمی‌کنند.
۳- ترکیب و تکثیر با گونه‌های غیرتراریخته طبیعی: چندین کشور استراتژی‌های برای جلوگیری از مجاورت رشد گیاهان تراریخته با گونه‌های طبیعی را اجرا کرده‌اند.
سازمان بهداشت جهانی با همکاری سازمان‌های دیگر مانند (فائو)، راهنماها و دستورالعمل‌های بین‌المللی ارزیابی ایمنی غذاهایی تراریخته را توسعه می‌دهند.
در آینده، دستکاری ژنتیکی توانایی تغییر مقدار مواد مغذی غذا را دارا خواهد بود که پتانسیل آلرژی محصولات و میزان بهره‌وری صنایع غذا را بهبود خواهد بخشید.
تأثیرات زیست‌محیطی
برپایه گزارش فائو، تأثیرات عناصر زیستی جدید بر روی محیط، برای شناخته شدن به سال‌ها و دهه‌ها زمان نیاز دارند. بحث روی تأثیرات زیست‌محیطی محصولات تراریخته در حال افزایش است. گونه‌های تراریخته بهره‌وری و میزان محصول را افزایش می‌دهند، مغذی ترند، و می‌توانند در برابر کمبود مواد خاک، زمین‌های قابل استفاده و کمبود آب که از چالش‌های آینده است، بهتر پاسخگو باشند. مطالعات در مورد تأثیر این گونه‌ها و برهم‌کنش آنها با گونه‌های گیاهی وحشی در طبیعت متمرکز است. رقابت این گونه‌های گیاهی مقاوم تر با گونه‌های طبیعی و بومی یک منطقه می‌تواند به محو شدن گونه‌های وحشی بومی و احتمالاً برهم خوردن توازن در چرخه‌های طبیعی یک منطقه شود که برای جلوگیری از آن باید بر چگونگی کشت و ورود گونه تراریخته به یک منطقه خاص نظارت شود.

## تراریخته در ایران

### وضعیت تولید
در ایران مقدار، نوع، و منبع محصولات تراریخته مشخص نیست. احتمالاً پنجاه تا صد هزار هکتار زمین، زیر کشت برنج تراریخته قرار دارد. گذاشتن برچسب بر روی بسته محصول تراریخته الزامی است. در تولید ذرت بوداده از ذرت تراریخته استفاده می‌شود. گفته می‌شود که تقریباً تمام روغن مصرفی در ایران از محصولات تراریخته است. بین سال‌های ۱۳۸۶ تا ۱۳۹۶ سالانه دست کم پنج میلیارد دلار آمریکا محصول تراریخته وارد ایران شده‌است. تاکنون چگونگی صدور مجوزهای مرتبط اعلام نشده‌است.
در پی همه گیر شدن شایعه تولید پفک تراریخته و انتشار عکس پفک نمکی مینو به عنوان محصول تراریخته، رئیس کارخانه مینو طی بیانیه ای این شایعه را تأیید کرد و اعلام کرد: «در حال حاضر بخشی از ترکیب‌های غذایی در همۀ محصولات شیرینی و شکلات، اسنک، روغن‌های مایع، جامد و نیمه‌جامد (بدون پالم) و تن ماهی همگی تراریخته هستند».

### درج کلمه «تراریخته» روی محصولات
در پی تأثیر اخبار مربوط به محصولات تراریخته در افکار عمومی، به‌ویژه صحبت‌های دکتر کرمی در برنامه تب تاب شبکه ۳ در رابطه با ضررهای غیرقابل جبران محصولات تراریخته روی سلامتی انسان، تمامی شرکت‌هایی که از ترکیبات تراریخته در تولید محصولات خود استفاده می‌کردند، عبارت‌هایی همچون «تراریخته» و «تغییریافتۀ  ژنتیکی» را روی محصولات خود چاپ کردند. از اواخر سال ۹۸ این عبارات با توجه به تأثیر روی کاهش فروش، از روی بسیاری از محصولات حذف شد!.

### سیاسی
نخستین محصول برنج طارم به دست آمد با روش تراریخته در اواخر دوره ریاست‌جمهوری سید محمد خاتمی به تولید صنعتی رسید. اما محمود احمدی‌نژاد به دلیل نبود قوانین برای تضمین ایمنی و سلامت این محصولات، جلوی عرضه آن را گرفت. در دوره اول حسن روحانی علی‌رغم تمایل دولت، سازمان حفاظت محیط‌زیست ایران با عرضه این محصولات مخالف بود که در دوره دوم ریاست‌جمهوری با جانشینی عیسی کلانتری به‌جای معصومه ابتکار در سمت ریاست این سازمان، این مانع برطرف شد.

### گاه‌شمار
- مصوبه شورای گسترش آموزش عالی برای راه‌اندازی مرکز ملی تحقیقات مهندسی ژنتیک و تکنولوژی زیستی ۱۳۶۶
- تأسیس مرکز ملی تحقیقات مهندسی ژنتیک و تکنولوژی زیستی و پژوهشکده زیست فناوری دهه ۱۳۶۰
- انتشار تحقیق تراریخته کردن برنج طارم مولایی و مقاوم کردن آن به دو کرم ساقه‌خوار برنج ۱۳۷۶
- کاشت طارم مولایی تراریخته در ابعاد صنعتی ۱۳۸۳
- تصویب سند ملی زیست فناوری ۱۳۸۳
- تصویب طرح تشکیل شورای عالی فناوری در هیئت وزیران ۱۳۸۴
- نخستین برداشت برنج تراریخته طارم مولایی ۱۳۸۳
- تصویب قانون ایمنی زیستی ۱۳۸۸
- تصویب ممنوعیت تولید، واردات و مصرف محصولات تراریخته بدون مجوز قانونی ۱۳۹۶
- تصویب سیاست‌ها و راهبردهای اجرایی ایمنی زیستی در سال ۱۳۹۶